# Suka Rami (Kota Padang)
Suka Rami is een bestuurslaag in het regentschap Rejang Lebong van de provincie Bengkulu, Indonesië. Suka Rami telt 892 inwoners (volkstelling 2010).